# Adolph Wagner

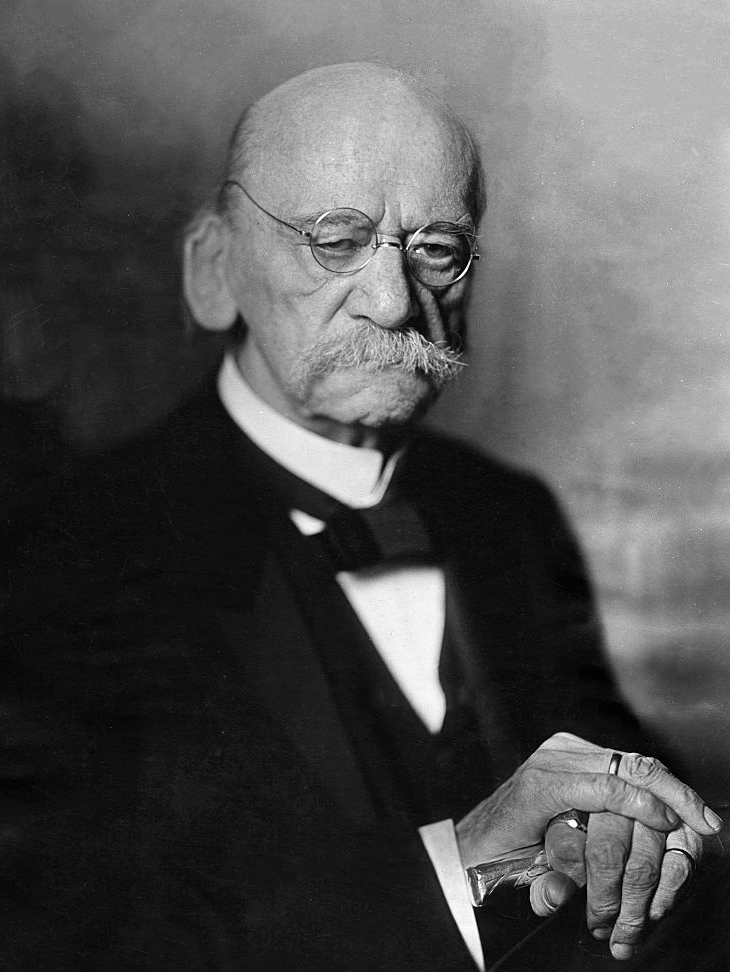
Adolph Wagner

Adolph Wagner (25 de marzo de 1835 - 8 de noviembre de 1917) fue un economista perteneciente al  Kathedersocialismus y estudioso del gasto público. La ley de Wagner del incremento de la actividad estatal lleva su nombre. Wagner es la figura central de una escuela económica y política social llamada socialismo de Estado, una variante del Kathedersocialismo. Otros autores son Albert Schäffle y Karl Rodbertus. 

## La Ley de Wagner
La hipótesis es que el aumento del gasto público es incluso más rápido que el aumento de la producción del país.
Causas.
- A mayor complejidad mayor necesidad de gasto.
- Un aumento de la producción necesita un aumento tecnológico (inversión que sólo el estado puede emprender).
- El estado debe suministrar bienes y servicios donde sean necesarios, donde sea aconsejable que existan monopolios naturales, y haya dificultad por las circunstancias económicas externas o la necesidad de estabilidad.

Críticas. 
- Explica la ampliación de necesidades, pero no por qué se ha de derivar una extensión relativa de la actividad estatal. Omite factores especiales como las crisis o las guerras.